# Ikum
Ikum is een gehucht in de gemeente Westerkwartier in de Nederlandse provincie Groningen. Het gehucht ligt in het oude landschap Humsterland, ten noorden van de weg van Kommerzijl naar Oldehove, tussen de gehuchten Gaaikemaweer en Aalsum. Het gehucht bestaat in feite uit een boerderij op een huiswierde direct ten oosten van de huiswierde Korhorn. De naam Kor(n)horn wordt ook wel verbonden aan de boerderij ten noorden van Ikum, die iets van de weg staat aan de oude dijk van het Humsterland, maar ook aan de omliggende streek ten zuiden van de Aalsumerweg.
Ten zuidoosten van de boerderij Ikum ligt aan de andere kant van de weg nog een boerderij en een huis. Vroeger stonden op en rond de plek van dit huis een drietal arbeiderswoningen. Ten oosten van Ikum ligt de monumentale boerderij Holmsterheerd. Ten westen van Ikum en Korhorn staat de boerderij Hummersmaheerd (vroeger Ikama). Ikama (Ikema) en Ikum zijn twee takken van dezelfde familie die hier ooit woonde.
In de wierde is kogelpotaardewerk (middeleeuwen) gevonden.

## Doopsgezinden en gereformeerden
Bij Ikum werd rond 1729 een doopsgezinde vermaning gebouwd van de Oude Vlamingen. Nadat de laatste vermaner in 1770 overleed viel de gemeente uiteen en het restant sloot zich daarop in 1776 aan bij de doopsgezinde gemeente Humsterland die vergaderde in een vermaning ('Ol Vermoaning') bij boerderij Ter Horn(e) aan de oude Humsterlandweg tussen Noordhorn en Oldehove. Op de plek hiervan (de huidige Jensemaweg 5) staat nu een huisje. In 1778 werd de vermaning van Ikum verkocht en voor 1820 zal het gebouw gesloopt zijn, gezien het feit dat het niet meer voorkomt op de kadastrale minuut. Vervolgens werden er 'twee aanzienlyke boerderijen' gebouwd.
Bij Geert Simons van der Laan op Ikum thuis stichtte Hendrik de Cock in 1835 de gereformeerde kerk van Ezinge. Deze werd vanaf 1840 gedurende 2 jaar gevestigd in de vermaning van Ter Horn (waarvan de gemeente het jaar ervoor naar Noordhorn was verhuisd), alvorens in 1842 naar Ezinge te verhuizen.